# 邦薩摩洛框架協議
邦薩摩洛框架協議是一項於2012年10月15日於馬尼拉簽署的初步和平協議。此協議創立一個自治政區以取代菲律賓總統亞基諾三世稱為「失敗實驗」的棉蘭老穆斯林自治區。

## 外部連結
- 邦薩摩洛框架協議